# Motorsport.tv
Motorsport.tv (hasta 2016 Motors TV) fue un canal de televisión dedicado a las noticias, documentales y cobertura del mundo del motor y el automovilismo, también dedicó espacios a mostrar competiciones de motos, lanchas y modelos. Estuvo disponible en varios países vía cable y satélite, con audio en inglés, francés, alemán, serbio y español; y operativo las 24 horas del día, 7 días a la semana. En noviembre de 2016, Motorsport Network compró Motors TV y el 1 de marzo del año siguiente, el canal fue renombrado como Motorsport.tv. El canal pasó también a estar disponible en plataformas en línea y en HD. El 30 de septiembre, tras año y medio de emisión, el canal cierra quedando sólo operativa la parte en línea.

## Organización de Motors TV

### Organigrama de
- Presidente: Jean-Luc Roy
- Director General Adjunto / Director Administratvo y Financiero:  Philippe Deleplace
- Director Programas y Adquisiciones:  Frédéric Viger
- Director de la Redacción:  Patrick Rivet
- Directora de la Publicidad:  Sylvie Lefort
- Director Técnico:  Stéphane Monteux
- Responsable de la Promoción:  Anne Bernard

### Capital
Motors TV fue una SA con un capital de 16.049.818,80 euros.

- Trabajadores: treinta personas.
- Accionariado: inversores privados Cap Lardier, Engine Partners y Europartners.
- Fuentes de financiamiento: pubicidad (30%), distribución (50%), producción y otros (20%).

### Audiencia / abonados
Llegó a contar con unos 16 millones de personas abonadas.